# Костёл Святого Иосифа (Казимирово)
Костёл Святого Иосифа (бел. Касцёл Святога Юзафа) — деревянный католический храм в деревне Казимирово Осиповичского района Могилёвской области.

## История
Ещё в конце 1862 г. владелец фольварка Казимирово Иван (Ян) Олехнович просил разрешения на постройку католической часовни на Казимировском кладбище, где 4 раза в год совершались бы службы по усопшим родственникам. Однако ему было отказано по ряду причин. Во-первых, неподалёку находились православные церкви, а число католиков на этой территории было небольшим. Во-вторых, католический храм также располагался относительно близко. В-третьих, Олехнович был в то время здоровым человеком, а потому без труда мог посетить католическую церковь в другом месте.
Приход существует с 1900 года. Деревянный костёл построен в 1905—1906 гг. Год постройки указан на фундаменте («1906 R.»).
Старожилы рассказывают, что храм никогда не закрывался. Правда, некоторое время в нём хранили колхозное зерно, но потом люди снова начали ходить сюда на службы — приходили даже целые процессии с иконами и хоругвями. Вспоминают, что в советское время в костёле ещё находился музыкальный инструмент.
На сегодняшний день церковью покровительствует монах-францисканец по имени Натанаэль из польского города Катовице, который приезжает сюда на большие церковные праздники.